# 马萨诸塞谍报
马萨诸塞谍报是18世纪由以赛亚·托马斯在波士顿和伍斯特主办的报纸。
 这是一份政治性很强的周报，自1770年成立到1776年美国革命，该报一直处于被亲英政府镇压的边缘。1771年至1773年，“谍报”专署几位匿名政治评论员的文章，他们称自己为“塞缪尔·布莱恩·康涅尔”、马西留斯·斯凯沃拉
（Mucius Scaevola）和“莱奥尼达斯”（Leonidas）。他们用同样的措辞谈论类似的问题，同爱国者的论战被放在头版，并在（文章）中相互支持以抵抗亲政府立场的攻击。修辞论争是一种爱国策略，这种争论阐释当时的问题，并培养凝聚力，但不提倡彻底的反叛。专栏作家以独立的身份同北美殖民者们对话，认为殖民者们只是通过自愿的法律契约的形式与英国有联系。
“谍报”很快走向激进主义的逻辑结论。当“谍报”的文章被转载到其他报纸时，整个国家为1776年托马斯·佩恩《常识》做好准备。

## 拓展阅读
- Thomas S. Martin. The Long and the Short of It: A Newspaper Exchange on the Massachusetts Charters, 1772. The William and Mary Quarterly, Third Series, Vol. 43, No. 1 (Jan., 1986), pp. 99-110